# Toxicocalamus holopelturus
Toxicocalamus holopelturus — вид отруйних змій родини аспідових (Elapidae). Ендемік Папуа Нової Гвінеї.

## Поширення й екологія
Toxicocalamus holopelturus є ендеміками острова Россель в архіпелазі Луїзіада. Вони живуть в тропічних лісах, на висоті до 720 м над рівнем моря. Ведуть денний, напівриючий спосіб життя. Живляться черв'яками.